# The Battle of Olympus
The Battle of Olympus (jap. オリュンポスの戦い 愛の伝説, Oryunposu no Tatakai: Ai no Densetsu, dt. „Schlacht von Olympus: Legende der Liebe“)  ist ein von Infinity entwickeltes Videospiel aus dem Action-Adventure-Genre für das Nintendo Entertainment System.
Es wurde am 28. März 1988 in Japan veröffentlicht. Im Januar 1990 folgte die Markteinführung in Nordamerika, ab 26. September 1991 war das Spiel auch in Europa erhältlich. 1993 kam zusätzlich eine Game-Boy-Version auf den Markt.

## Handlung
Die Handlung spielt im antiken Griechenland. Orpheus, der Held des Spiels versucht, seine große Liebe Helene zu retten. Diese kam durch einen Schlangenbiss zu Tode. Orpheus macht sich auf den Weg in die Unterwelt, um sie zu retten. Er erfährt, dass Hades, der Gott der Unterwelt Helene sterben ließ, um sie sich zur Frau zu machen. Nachdem er davon Kenntnis genommen hat, macht Orpheus sich auf den Weg, um Helene zu retten.

## Gameplay
Während des Spiels trifft Orpheus auf zahlreiche Götter der antiken griechischen Mythologie und versucht, ihre Gunst zu gewinnen.
Zuerst trifft er dabei auf Zeus, welcher die anderen Götter ermutigt, ihn zu unterstützen. So erhält er von diesen unter anderem Waffe, Schutzschild und andere Ausrüstungsgegenstände. Im Laufe des Spiels erhält er immer bessere Ausrüstungsgegenstände. So startet Orpheus mit einer Holzkeule als Waffe, später erhält er unter anderem ein „göttliches Schwert“ und ein „Nymphen-Schwert“. Als Ausrüstungsgegenstände erhält er zum Beispiel eine Harfe, mit Hilfe derer er weite Entfernungen zurücklegen kann.
Im Laufe des Spiels begegnet Orpheus vielen weiteren mythologischen Kreaturen, darunter einem Taurus, Lamia, einem Cyclops, einem Centaur, Talos, Minotauros, Cerberus sowie einer Sirene.
Auch die Gegenstände bergen zahlreiche Anspielungen an die griechische Mythologie wie z. B. die Harfe von Apollo, das Schwert des Hephaistos, der Stab der Prometheus und die Sandalen des Hermes.

## Trivia
In der europäischen Version heißen die Figuren Orpheus und Helene, obwohl die Geschichte offensichtlich auf der Legende von Orpheus und Eurydike basiert. Einige Elemente des Spiels basieren zudem auf den Geschichten von Herakles und Perseus.
Nachdem Zelda II: The Adventure of Link in den 1980ern großen Erfolg hatte, kamen zahlreiche Nachahmer auf den Markt. Dabei ist The Battle of Olympus, welches das Spielprinzip von Zelda fast identisch übernommen hat, neben Faxanadu das bekannteste.